# بريد ياندكس
بريد ياندكس الإلكتروني (بالإنجليزية: Yandex Mail)‏ هو خدمة بريد إلكتروني مجانية من شركة ياندكس . أطلقت في 26 يونيو 2000

،
وبه فلترة للبريد المزعج تلقائيا باستخدام منتج شركة أخرى يسمى سبامو بروني ( Spamooborony )، والتحقق من عدم وجود فيروسات في رسائل البريد باستخدام برنامج مكافحة الفيروسات در دوت ويب ( Dr.Web )، النظام أيضا له القدرة على تحويل الرسائل من اللغات الأجنبية الأخرى .

## نطاق البريد ياندكس
أصحاب ومن لديهم أسماء نطاقات خاصة بهم يمكن أن يدمجوا إستقبال رسائل البريد الإلكتروني إلى العنوان البريدي ياندكس بالشكل التالي ( username @ Domain Name ) أو برقم الهاتف كالتالي ( PhoneNumber @ Domain Name ) وهما خدمات مجانية بعد ربط نطاق المالك للموقع والنطاق ( Domain ) بنظام بريد ياندكس .
وميزات ربط النطاق البريدي كالتالي :
- العدد المطلوب من صناديق البريد (الافتراضي 1000، يجب تطبيق لكمية كبيرة من الصناديق )
- واجهة ويب لإدارة حسابات البريد الإلكتروني ( قفل الحسابات القديمة وإنشاء مرافق جديدة، وتغيير كلمات السر، وأكثر من ذلك )
- يمكن تعيين شعار المنظمة في واجهة ويب .
- كمية غير محدودة من صناديق البريد.
- مكافحة البريد المزعج، ونظام الحماية من الفيروسات .
- الوصول إلى البريد الإلكتروني من خلال موقع على شبكة الإنترنت ( من أي جهاز كمبيوتر ) وبرامج البريد الإلكتروني على بروتوكولات SMTP / POP3 / IMAP .
- وصول البريد من الأجهزة النقالة .
- جدول زمني لتنظيم يوم العمل، وجدول زمني للإجتماعات وقوائم للقيام بهذه الأمور .
- أدوات للعمل مع الحروف ( Letters ) في واجهة الويب (على سبيل المثال، عن طريق تصفح الوثائق «المكتبية» (Office Documents) ، وتحميل كافة الملفات من أرشيف واحد، وترشيح ( Filtering ) و تسمية ( label ) لفرز البريد بطريقة سهلة ) .
- العديد من الميزات الإضافية (على سبيل المثال، إنشاء اسم مستعار alias ) .

## تطور ونمو
في يونيو 2012 ، وفقا إلى كومسكور ( comscore ) فإن بريد ياندكس كان الأسرع نموا كبريد إلكتروني في أوروبا. ووفقا لنفس الدراسة، تم إدرجه كخامس بريد من خدمات البريد الإلكتروني كأكثر شعبية في أوروبا .
|                    | يونيو 2012 | نمو الزائرين % |
| ------------------ | ---------- | -------------- |
| زائرين فريدين      | 25,143     | +37 %          |
| عدد الدقائق للزائر | 17.1       | +58 %          |